# Дієслово в праслов'янській мові

## Дієслівна система праслав'янської мови
Дієслово у праслов'янській мові характеризувалося такими категоріями: число (однина, двоїна, множина), особа (перша, друга, третя), спосіб (дійсний, наказовий, суб'юнктив), час (теперішній і чотири минулих — аорист, імперфект, перфект і плюсквамперфект). Час розрізнювався тільки у дійсному способі.
У дієслів було дві основи: інфінітива і теперішнього часу. В основі теперішнього часу в деяких дієслів з'являється носовий інфікс, відсутній в основі інфінітива: *sędǫ (< *sendām) «сяду», *lęgǫ (< *lengām) «ляжу», *bǫdǫ (< *bundām) «буду».
Мовознавці виділяють для праіндоєвропейської мови (предка праслов'янської) дві серії дієслівних закінчень, які традиційно зовуть первинними і вторинними. Праслов'янська мова зберегла стародавнє розрізнення: первинні вживали в теперішньому часі, а вторинні — у минулих.
Німецький науковець А. Лескін розділив праслов'янські дієслова на п'ять класів — відповідно до їхніх тематичних елементів:
1. З тематичними голосними *-o- і *-e-;
2. З тематичним елементом *-no-/*-ne-;
3. З тематичним елементом *-jo-/*-je-;
4. З тематичним голосним *-i-;
5. Атематичні дієслова. Їх було всього чотири: *byti («бути»), *jěsti («їсти»), *věděti («відати», «вісти»), *dati («дати») (вони зберегли свій характер відмінювання і в сучасній українській мові). Проте, встановлено, що атематичних дієслів колись було більше: у слов'янських мовах засвідчені релікти їхніх дієслівних форм. Так, атематичними були дієслова *viděti («бачити», «видіти»), *gorěti («горіти») та деякі інші

До дієслівної системи староукраїнської мови належали:
- власне дієслова, що виражали дію або стан предмета і відмінювалися за особами;
- слова, що мали іменні форми (інфінітив, супін, дієприкметники).

Пізніше утворилися дієприслівники і безособові форми на -но, -то, які також належать до системи дієслова.

## Дієслівні форми в праслав'янській мові
В староукраїнській мові були такі дієслівні форми:
- особові: форми дійсного, умовного і наказового способів;
- неособові: інфінітив, супін, дієприкметник.

За структурою особові дієслівні форми староукраїнської мови поділяються на
- прості: деякі особові форми дійсного способу (теперішній час, аорист, імперфект, форми майбутнього часу доконаного виду) та форми наказового способу;
- складні: інші особові форми дійсного способу (перфект і плюсквамперфект, майбутній час недоконаного і доконаного виду) та особові форми умовного способу.

## Граматичні категорії дієслів праслав'янської мови
Для дієслів староукраїнської мови були притаманні такі граматичні категорії:
1. Час (співвідносність дії і стану з моментом мовлення, передавалась у формах минулого, теперішнього й майбутнього часу);
2. Особа (відношення дії до особи виражались у формах першої, другої і третьої особи однини, множини і двоїни);
3. Число (однина, множина, двоїна);
4. Спосіб (відношення дії чи стану до об‘єктивної дійсності виражалось у формах дійсного, умовного і наказового способів);
5. Вид (значення завершеності чи незавершеності дії в спільнослов‘янській і частково староукраїнській мові виражалось чергуванням кореневих голосних у дієсловах і словотворчими дієслівними суфіксами. З цим пов‘язана і система часових дієслівних форм староукраїнської мови. Проте завдяки тому, що дієслівні префікси, які спочатку вказували лише напрям дії, почали набувати абстрактного значення, для вираження дії, обмеженої в часі, накреслилося розрізнення видів дії — доконаного і недоконаного);
6. Стан (порівняно слабко була виражена в староукраїнській мові категорія дієслівного стану, у дієслівних формах пасивний стан виражався або за допомогою афікса -ся або сполученням пасивного дієприкметника минулого часу з формами допоміжного дієслова быти)
7. Рід для деяких дієслівних форм (за категорією роду розрізнялися дієслівні форми минулого часу, виражені нечленним дієприкметником минулого часу на -лъ, -ла, -ло і допоміжним дієсловом быти у формах теперіш- нього (перфект) чи минулого (плюсквамперфект) часу).

## Основи дієслів
У дієсловах староукраїнської мови розрізняють дві основи: У дієсловах староукраїнської мови розрізняють дві основи:
- основу теперішнього часу, яка виступає у формах теперішнього часу і наказового способу,
- основу інфінітива, яка виступає у формах інфінітива, минулого часу і супіна.

### Основи теперішнього часу
Основи теперішнього часу. Щоб виокремити основу теперішнього часу, потрібно від форми 2 особи однини теперішнього або простого майбутнього часу відкинути закінчення -ши (-шь).
Залежно від кінцевих суфіксів основи теперішнього часу поділяються на 5 класів:
- І клас — дієслова з основою на е/о: нєс-є-тє, нєс-уть < нєс-о-нть;
- ІІ клас — дієслова з основою на не/но: съх-нє-тє, съх- нуть< съх-йо-нть;
- ІІІ клас — дієслова з основою на йе/йо: зна-ѥ-тє, зна- ють< зна-йо-нть;
- IV клас — дієслова з основою на и: нос-и-тє, нос-ѩть< но-с-і-нть;
- V клас — дієслова без суфіксів (атематичні): єс-тє, суть < с-о + нть, да-с-тє < дад-тє, дад- ѩть < дад-нть; ѣс-тє, ѣд- ѩть; вѣс-тє < вѣд-тє, вѣд-ѩть < вѣд-нть.

Від основ теперішнього часу утворилися такі дієслівні форми:
1. Особові:
- теперішнього часу,
- наказового способу.

2. Іменні (відмінкові):
- активні дієприкметники теперішнього часу;
- пасивні дієприкметники теперішнього часу.

Перші три класи відповідають сучасній І дієвідміні, четвертий — ІІ дієвідміні. До п‘ятого класу належать архаїчні дієслова.

### Основи інфінітіва
Основи інфінітива. Основу інфінітива можна визначити, якщо від неозначеної форми відкинути суфікс -ти.
За характером кінцевого суфікса інфінітивні основи поділяються на 6 класів:
- І клас — безсуфіксні дієслова з кореневим голосним або приголосним: зна-ти, плет + ти;
- II клас — дієслова з суфіксом –ну- (< -но-): съх-ну-ти, доу-ну-ти;
- ІІІ клас — дієслова з суфіксами -ѣ- (сѣд-ѣ-ти, вид-ѣ-ти), -а-, -ѩ-<ѣ (бѣж-а-ти, крич-а-ти, сто-я-ти);
- IV клас — дієслова з суфіксом -и-: вод-и-ти, нос-и-ти;
- V клас — дієслова з суфіксом -а-: пис-а-ти, дѣл-а-ти;
- VI клас — дієслова з суфіксами -ова-, -єва-: коуп-ова- ти, врач-єва-ти.

Від основ інфінітива утворилися такі дієслівні форми:
1.Особові:
- аорист,
- імперфект.

2.Іменні (відмінкові):
- активні відмінювані дієприкмет- ники минулого часу,
- активні невідмінювані дієприкметни- ки минулого часу,
- пасивні дієприкметники минулого часу,
- супін,
- інфінітив.

## Відмінювання дієслів
Староукраїнське дієслово, успадкувало від праслов‘ян- ської мови досить розвинену й розгалужену систему відмінювання, яка містила більше форм, ніж сучасна українська мова. Особові займенники при дієвідмінюванні дієслова вживалися рідко: показником особи в простих часових формах виступали особові закінчення дієслів.

### Дійсний спосіб
Дійсний спосіб означав реальне відношення дії до дійсності, охоплював такі часові форми: теперішній час, чотири минулих часи і три майбутніх.

#### Форми теперішнього часу
Форми теперішнього часу творили додаванням до основ теперішнього часу особових закінчень. Різне було відмінювання тематичних і атематичних дієслів. Дієслова другої особи однини 1–4 класів мали варіативні закінчення — ши (-шь). Тематичні дієслова в 3 особі однини мали закінчення -ть. Форми 2 і 3 особи двоїни збігалися.

#### Форми минулого часу
У староукраїнській мові вживалися успадковані з спільнослов‘янської мови чотири форми дієслів для вираження минулого часу: дві форми були простими (аорист, імперфект) і дві — складними (перфект, плюсквамперфект).

##### Аорист
Аорист — це проста форма минулого часу, яка вживалася тоді, коли йшлося про минулу дію, що мислилася як єдиний, повністю завершений в минулому акт. Аорист означав одиничну дію, повністю віднесену в минуле. Ця дієслівна форма доконаного виду вживалася в описових жанрах. Іноді вважають, що в пам‘ятках XIII—XIV ст. формами аориста позначалася взагалі дія, що відбувалася в минулому. У спільнослов‘янській і старослов‘нській мовах розрізняли два види аориста: простий і складний. У староукраїнській мові був лише складний аорист. Поодинокі випадки вживання простого аориста в наших найдавніших пам‘ятках пояснюються старослов‘янським впливом.
Складний аорист творився за допомогою суфікса -с-. Тому цей аорист називають сигматичним (від назви грецької букви сигма — ρ, яка була суфіксом при творенні грецького аориста). За допомогою суфікса -с- утворювалися всі особові форми аориста. Цей суфікс зберігається в староукраїнській мові в закінченні деяких форм аориста: чита-стє, нєсо-стє, вєдо-стє; чита-ста, нєса-ста, вєдо-ста. У формах 1-ї особи всіх чисел і 3-ьої особи множини суфікс -с- змінився на -х-: чита-с-ъ — чита-хъ. Сигматичний аорист утворювався від основи інфінітива дієслів, що закінчувалися на голосний.
Сигматичний аорист мав такі форми: Однина Множина Двоїна
1 ос. ведохъ ведохомъ ведоховѣ
2 ос. веде ведосте ведоста
3 ос. веде ведоша ведосте (-а)

##### Імперфект
Імперфект (від лат. imperfectum — незавершене) позначав минулу не обмежену в часі довготривалу або повторювану дію. Форми імперфекта в староукраїнській мові утворювалися переважно від дієслів недоконаного виду: зъва-ти — зъва-хъ; писа-ти — писа-хъ і под.
У спільнослов‘янській мові імперфект складався з основи інфінітива, рівної кореневі або суфіксованої, і особових закінчень; наприклад, 1 особа однини: чиста- + ахъ — читаахъ; видѣ- + ахъ — видѣахъ; 2 особа однини: чита + аше — читааше; видѣ + аше — видѣаше і под. Такі своєрідні нестягнені форми імперфекта засвідчені в староукраїнських пам‘ятках: из млада прилежаху.
Імперфект мав такі форми: Однина Множина Двоїна
1 ос. читахъ бяхъ читахомъ бяхомъ читаховѣ бяховѣ
2 ос. читаше бяше читасте бясте читаста бяста
3 ос. читаше (-ть) бяше читаху (-ть) бяху читаста бяста

##### Перфект
Перфект (від лат. perfectum — завершене) називав таку дію в минулому, наслідки якої тривають і в момент мовлення. Перфект почав заміняти аорист та імперфект після їх занепаду. Він узяв на себе функції цих двох часів, зберігаючи і свої. Крім перфекта, складеною дієслівною формою минулого часу, був ще й плюсквамперфект. Перфект виявився історично перспективною формою, з якої утворилися сучасні форми минулого часу. Він став універсальною формою вираження минулої дії і замінив усі інші форми минулого часу діеслова, які виражали дію, що відбувалася до моменту мовлення.
Форми перфекта утворювалися поєднанням особових форм допоміжного дієслова бути в теперішньому часі та родових форм активного дієприкметника на -лъ, -ла, -ло минулого часу: Однина Множина Двоїна
1 ос. читалъ, -ла, -ло есмь читали, -лы, -ла есмъ читала, -лѣ, -лѣ есвѣ
2 ос. читалъ, -ла, -ло еси читали, -лы, -ла есте читала, -лѣ, -лѣ еста
3 ос. читалъ, -ла, -ло есть читали, -лы, -ла суть читала, -лѣ, -лѣ еста
Перфект поступово зазнав змін: у ньому відбулося опускання допоміжного дієслова. Від давніх перфектних форм збереглися активні дієприкметники минулого часу, які змінються за родами і за числами. Таким був шлях творення 98 сучасних форм минулого часу: із складеної (аналітичної) форми минулого часу утворилася проста форма.

##### Плюсквамперфект
Плюсквамперфект (від лат. plusquamperfectum — передминуле) означав минулу дію, яка передувала дії, що теж відбувалася в минулому. У староукраїнській мові були відомі дві форми плюсквамперфекта. Перша (давніша) форма складалася з нечленного активного дієприкметника минулого часу на -лъ, -ла, -ло і особових форм імперфекта від дієслова. Ці старі форми дуже рано занепали. Причиною цьому була втрата імперфекта і аориста, форми яких від дієслова бути входили до складу плюсквамперфекта. У староукраїнській мові поширювалися пізніші форми плюсквамперфекта, що складались із дієприкметника на -лъ, -ла, -ло і перфекта від дієслова быти: Однина
1 ос. читалъ, -ла, -ло былъ, -ла, -ло есмь
2 ос. читалъ, -ла, -ло былъ, -ла, -ло еси
3 ос. читалъ, -ла, -ло былъ, -ла, -ло есть
Множина
1 ос. читали, -лы, -ла были, -лы, -ла есмъ
2 ос. читали, -лы, -ла были, -лы, -ла есте
3 ос. читали, -лы, -ла были, -лы, -ла суть
Двоїна
1 ос. читала, -лѣ, -лѣ была, -лѣ, -лѣ есвѣ
2 ос. читала, -лѣ, -лѣ была, -лѣ, -лѣ еста
3 ос. читала, -лѣ, -лѣ была, -лѣ, -лѣ еста

#### Форми майбутнього часу
У староукраїнській мові для вираження майбутнього часу використовувалося чотири форми:

##### Проста синтетична
Проста (синтетична), яка творилася шляхом префіксації форм теперішнього часу. Після того як префікси стали засобом видового розрізнення дієслів серед дієслівних форм з основою теперішнього часу, виділяються префіксальні дієслова, що набувають значення доконаного виду: пишу — напишу. Тому в староукраїнській мові для вираження майбутнього доконаного вживання форма теперішнього часу від префіксальних основ. Проста форма майбутнього часу відмінювалася так само, як і дієслова теперішнього часу (пор. нєсу, нєсєши — принєсу, принєсєши);

##### Перша складена
Перша складена форма (аналітична), що була найбільш поширеною: начьну читати; вона складалася з особових форм допоміжного дієслова (начьну, хочу, стану) та інфінітива відмінюваного дієслова. Інфінітив називав дію, а допоміжне дієслово вказувало на майбутній час і особу виконавця дії. Утворилася ця форма у спільнослов‘янський період.
Однина Множина Двоїна
1 ос. стану писати станемъ писати станевѣ писати
2 ос. станешь (-ши) писати станете писати станета писати
3 ос. станеть писати стануть писати станета писати
Сучасна українська мова ці форми використовує для вираження складеного дієслівного присудка.

##### Друга складена форма
Друга складена форма (аналітична): читати иму; вона складалася з інфінітива і особових форм теперішнього часу допоміжного дієслова яти (сучасне йняти): Однина Множина Двоїна
1 ос. иму писати имемъ писати имевѣ писати
2 ос. имешь (-ши) писати имете писати имета писати
3 ос. иметь писати имуть писати имета писати
Ця форма активно вживалася в пам‘ятках української мови різного часу, причому допоміжне дієслово могло вживатися як і перед інфінітивом, так і після нього, наприклад: иму писати — писати иму. З часом відбувається злиття допоміжного дієслова в постпозиції з інфінітивом.
Лексикалізовані форми набувають значного поширення і стають одним із специфічних для української мови засобом вираження майбутньої дії: писати иму → писати + иму → писатииму → писатиму.

##### Третя складена форма
Третя складена форма (аналітична): буду читалъ. Вона складалася з дієприкметників минулого часу на -лъ, -ла, -ло і особових форм дієслова быти: Однина
1 ос. буду писа-лъ, -ла, -ло
2 ос. будешь (-ши) писа-лъ, -ла, -ло
3 ос. будеть писа-лъ, -ла, -ло
Множина
1 ос. будемъ писа-ли, -лы, -ла
2 ос. будете писа-ли, -лы, -ла
3 ос. будуть писа-ли, -лы, -ла
Двоїна
1 ос. будевѣ писа-ла, -лѣ, -лѣ
2 ос. будета писа-ла, -лѣ, -лѣ
3 ос. будета писа-ла, -лѣ, -лѣ
У пізнший період актуалізувалася складена форма майбутнього часу, до якої входив інфінітив основного дієслова і особові форми допоміжного дієслова бути. Цей спосіб став основним у реалізації значення майбутньої дії.

### Умовний спосіб дієслова
Умовний спосіб утворювався поєднанням активного нечленного дієприкметника минулого часу на -лъ, -ла, -ло і особових форм аориста допоміжного дієслова бути: Однина
1 ос. писа-лъ, -ла, -ло быхъ
2 ос. писа-лъ, -ла, -ло бы
3 ос. писа-лъ, -ла, -ло бы
Множина
1 ос. писа-ли, -лы, -ла быхомъ
2 ос. писа-ли, -лы, -ла бысте
3 ос. писа-ли, -лы, -ла быша
Двоїна
1 ос. писа-ла, -лѣ, -лѣ быховѣ
2 ос. писа-ла, -лѣ, -лѣ быста
3 ос. писа-ла, -лѣ, -лѣ быста
У староукраїнські мові поступово втрачалося узгодження форм аориста в особі і числі з дієприкметником, що було спричинено тим, що нечленний активний дієприкметник на — лъ, -ла, -ло починає вживатися як самостійна форма минулого часу, а аорист як самостійна форма минулого часу поступово занепадав і зникав як один із різновидів минулого часу. Втративши здатність узгоджуватися, допоміжне дієслово у формі 2 — 3 особи однини зберігається для всіх осіб і чисел, перетворюється в частку, стає носієм семантики умовності. У такий спосіб з форми аориста утворилася сучасна частка умовного способу би(б).

### Наказовий спосіб дієслова
Дієсловом наказового способу передавали наказ, прохання, заклик до дії. Парадигма форм наказового способу дієслів неповна: простих форм 1 особи однини і 3 особи множини та двоїни в праслов‘янській мові не було, хоча існує припущення, що ці форми теж могли вживатися. Староукраїнська мова успадкувала таку неповну парадигму простих форм:
1 клас 2 клас 3 клас 4 клас 5 клас
Однина
2 ос. неси съхни знаи хвали дажь
3 ос. неси съхни знаи хвали дажь
Множина
1 ос. несѣмъ съхнѣмъ знаимъ хвалимъ дадимъ
(-мо) (-мо) (-мо) (-мо)
2 ос. несѣте съхнѣте знаите хвалите дадите
Двоїна
1 ос. несѣвѣ съхнѣвѣ знаивѣ хваливѣ дадивѣ
2 ос. несѣта съхнѣта знаита хвалита дадита

### Дієприкметник і дієприслівник
У староукраїнській мові були активні і пасивні дієприкметники теперішнього й минулого часу. Мали вони нечленні і членні форми.

#### Активні нечленні дієприкметники теперішнього часу
Активні нечленні дієприкметники теперішнього часу відмінювалися за родами, відмінками й числами. Вони утворювалися від дієслівних основ теперішнього часу за допомогою суфіксів -уч і -ач. Нечленні активні дієприкметники теперішнього часу відмінювались так, як прикметники м‘якої групи (чи іменники з основами на *-jā та *-јŏ): Однина
чол. і серед. рід жін. рід
Н. неса нося несучи носячи
Р. несуча носяча несучѣ носячѣ
Д. несучу носячу несучи носячи
З. несучь несуче носячь носяче несучу носячу
О. несучьмь носячьмь несучею носячею
М. несучи носячи несучи носячи
Множина
Н. несуче несуча носяче носяча несучѣ носячѣ
Р. несучь носячь несучь носячь
Д. несучемъ носячемъ несучамъ носячамъ
З. несучѣ несуча носячѣ носяча несучѣ носячѣ
О. несучи носячи несучами носячами
М. несучихъ носячихъ несучахъ носячахъ
Двоїна
Н. З. несуча несучи носяча носячи несучи носячи
Р. М. несучу носячу несучу носячу
Д. О. несучема носячема несучама носячама

#### Активні нечленні дієприкметники минулого часу
Активні нечленні дієприкметники минулого часу відмінювались так само, як і дієприкметники теперішнього часу. Вони утворювалися від основ інфінітива за допомогою суфіксів -ъш (від інфінітивних основ, що закінчувалися на приголосний) і –въш (від інфінітивних основ, що закінчувалися на голосний): Однина
чол.рід серед. рід жін. рід
Н. несъ несъ несъши
Р. несъша несъша несъшѣ
Д. несъшу несъшу несъши
З. несъшь, -а несъше несъшу
О. несъшьмь несъшьмь несъшею
М. несъши несъши несъши
Множина
Н. несъше несъша несъшѣ
Р. несъшь несъшь несъшь
Д. несъшемъ несъшемъ несъшамъ
З. несъшѣ несъша несъшѣ
О. несъши несъши несъшами
М. несъшихъ несъшихъ несъшахъ
Двоїна
Н. З. несъша несъши несъши
Р. М. несъшу несъшу несъшу
Д. О. несъшема несъшема несъшама
Активні нечленні дієприкметники перестали виступати означеннями в реченні, вони втратили здатність узгоджуватися з іменниками, поступово перетворившись у дієприслівники. Сучасні ідучи, люблячи за походженням є формами називного відмінка однини активних нечленних дієприкметників жіночого роду теперішнього часу, а принісши, написавши — формами називного відмінка однини активних нечленних дієприкметників жіночого роду минулого часу.
Членні активні дієприкметники, як і членні прикметники, в староукраїнській мові утворювалися за допомогою вказівних займенників и, ѥ, ѩ і відмінювались, як членні прикметники м'якої групи.
Активні нечленні дієприкметники минулого часу на — лъ, -ла, -ло за відмінками не відмінювалися і входили до складу перфекта, плюсквамперфекта, умовного способу і складеного майбутнього часу. Вони утворювалися від основ інфінітива за допомогою суфікса -л-. Форми таких дієприкметників збереглися в сучасній українській мові як дієслова минулого часу чи умовного способу.

#### Пасивні дієприкметники теперішнього й минулого часу
Пасивні дієприкметники теперішнього й минулого часу мали нечленні і членні форми і відмінювалися так, як відповідні нечленні та членні прикметники
Пасивні дієприкметники теперішнього часу утворювалися від дієслівних основ теперішнього часу за допомогою суфікса –м-, перед яким стояв тематичний голосний (-о-, -е-, -а-, або -и-). Вони мали такі форми: Однина
чол.рід серед. рід жін. рід
Н. несомъ несомо несома
Р. несома несома несомы
Д. несому несому несомѣ
З. несомъ несомо несому
О. несомъмь несомъмь несомою
М. несомѣ несомѣ несомѣ
Множина
Н. несоми несома несомы
Р. несомъ несомъ несомъ
Д. несомомъ несомомъ несомамъ
З. несомы несома несомы
О. несомы несомы несомами
М. несомѣхъ несомѣхъ несомахъ
Двоїна
Н. З. несома несомѣ несомѣ
Р. М. несомоу несомоу несомоу
Д. О. несомома несомома несомама
Пасивні дієприкметники минулого часу утворювалися за допомогою суфіксів -н-, -т- від основ інфінітива на голосний та за допомогою суфікса -ен- від основ на приголосний.
Пасивні нечленні дієприкметники минулого часу мали такі форми:

### Інфінітив і супін
Інфінітив і супін належали до іменних (відмінкових) дієслівних форм. За походженням інфінітив є скам‘янілою формою давального відмінка однини іменника на *-ǐ. Виражаючи назву дії, інфінітив був близьким до іменників, хоч і не відмінювався як іменник. Інфінітив, як і супін, не набув особових дієслівних форм і залишився невідмінюваною формою дієслова, що має значення неокресленої в часі й особі дії. У спільнослов'янській мові він закінчувався на -ti. Паралельно виникла нова інфінітивна форма на -чи. Приголосний [ч] утворився із звукосполучень [кт‘] і [ґт‘] перед голосним переднього ряду [і] (прасл. *tekti — течи, *mogti — мочи). Отже, інфінітиви на -ти і -чи однакового походження.
Близькою за морфологічною будовою до інфінітивів є відмінкова форма дієслова — супін. За походженням це давня скам'яніла форма знахідного відмінка віддієслівних імен з основою *-ŭ. Супін виражав рух і вказував на мету, намір руху, наприклад: иду (дієслово руху) ловитъ (супін, вказівка на мету руху) рыбъ. У слов'янських мовах супіни утворювалися від дієслів недоконаного виду за допомогою суфікса -тъ. Супін починає занепадати вже в ХІ ст. Про це свідчить заміна його інфінітивом. Супіни збереглися в словінській і нижньолужицькій мовах та в окремих словах чеської мови.